# Lindigianthus cipaconeus
Lindigianthus cipaconeus là một loài Rêu trong họ Lejeuneaceae. Loài này được (Gottsche) Kruijt & Gradst. mô tả khoa học đầu tiên năm 1985.